# Campaña de Siria Central (2017)
La campaña de Siria Central (2017) fue una acción de guerra a gran escala del Ejército sirio (SAA) contra el Estado islámico (EI) durante la guerra civil siria. Su objetivo era capturar la ciudad petrolera de Al-Sukhnah, y asediar y capturar 11,000 kilómetros cuadrados de territorio en Siria central (la medida de Líbano) bajo el control de Estado Islámico, después el Ejército sirio avanzaría hacia Deir ez-Zor, y levantaríaasedio del que soportaba la ciudad por 3 años. Después, el Ejército sirio avanzaría hacia la capital de facto de Estado Islámico Mayadin.
La campaña era concurrente con la campaña de Al Raqa conducida por las Fuerzas Democráticas sirias (SDF) contra la antigua capital de Daesh en Siria. Además, el SDF lanzó su propia ofensiva a mediados de septiembre hacia los bancos orientales del río Éufrates, después de que el ejército sirio logró alcanzar la ciudad de Deir ez-Zor.

## La campaña

### Avance al sur de la Gobernación de Raqa
El 14 de julio de 2017, el Ejército sirio lanzó una ofensiva en el sur de la provincia de Raqa provincia, avanzando al sur de la ciudad de Resafa a 70 kilómetros de Sukhnah después de alcanzar la frontera administrativa de Homs. Entre el 15 y 16 julio, varios pozos petrolíferos y  campos gasíferos fueron capturados por el ejército. El 18 julio, las SAA empujaron a Estado Islámico fuera de las partes occidental y suroccidental de la provincia de Raqqa, alcanzando las afueras de las montañas Bishri.
Con el inicio de la ofensiva del Gobierno sirio, la RuAF lanzó una campaña aérea a gran escala contra Daesh en las provincias Raqa y Homs. 
Entretanto, el 16 de julio, Daesh repelió un ataque del Ejército sirio en el área de Hamimah en la frontera provincial de Homs y Deir ez-Zor, matando una docena de soldados e hiriendo a 28 más. Daesh capturó varios soldados que más tarde fueron decapitados. Además de un tanque y munición. Tres días más tarde, Daesh atacó posiciones del ejército antes de retirarse. Al mismo tiempo, la lucha arrancó en la provincia de Hama. Para 19 julio, estos enfrentamientos dejaron 40 soldados muertos, incluyendo dosgenerales, y 29 militantes muertos.
El 21 de julio, el Ejército sirio avanzó entre 30 y 35 kilómetros al este de Resafa. Cuatro días más tarde, los avances de las SAA al sureste de Raqa redujo el control de Daesh sobre la provincia a 10 por ciento. Al llegar a este punto, el Ejército estaba a nueve kilómetros  de la frontera administrativa de la provincia Deir ez-Zor. El Ejército también avanzaba a lo largo del banco occidental del Éufrates río. Para el fin del día,  estaban a seis kilómetros  de la ciudad de Maadan.

### Avance del Ejército sirio a lo largo del Éufrates y captura de Sukhnah
Entretanto, el 23 de julio, el quinto cuerpo del Ejército sirio que se encontraba en la parte oriental de Homs lanzó una operación hacia Sukhnah y al día siguiente destruyeron las defensas exteriores de la ciudad. El 25 de julio, llegaron refuerzos del Ejército masivo al este de Palmira para el asalto de Sukhnah, tras una campaña de dos meses contra la FSA en Badia. Al mismo tiempo, tropas del Gobierno sirio avanzaron al oeste del campo gasífero de Shaer en el campo oriental de Homs.
En otro frente, el 25 de julio, el Ejército sirio, respaldado por la brigada Al-Quds y milicianos locales, resumió su ofensiva contra la ciudad de Qualib al-Thor en el campo oriental de Hama Provincia. En las vísperas de la reanudación de operaciones del Ejército, la Fuerza Aérea rusa condujo múltiples bombardeos contra las posiciones de Estado Islámico.
El 26 de julio, Daesh lanzó un contraataque contra las SAA en un intento de mantener sus posiciones en la provincia de Raqa y defender Maadan. En el anochecer de aquel día, el Ejército capturó los últimos  cerros a 8 kilómetros al suroeste de Sukhnah, imponiendo control de fuego sobre la ciudad. Varias horas más tarde, el Ejército empezó su ataque contra Sukhnah, rápidamente logrando un avance de siete kilómetros desde el oeste y el sur llegando al perímetro de la ciudad, según fuentes militares. Según el opositor SOHR, las fuerzas del gobierno estaban todavía a cinco kilómetros de la ciudad.
El 27 de julio, las SAA avanzaron a cuatro kilómetros de Maadan, cruzando la frontera provincial entre Raqqa y Deir ez-Zor por primera vez desde el oeste.
Dos días más tarde, ISIL los militantes condujeron un ataque sorpresa en contra posiciones de Ejército en el campo occidental de Raqqa, forzando a las SAA a retroceder. Rápidamente, el ejército se reagrupó y lanzó un contraataque, empujando a los militantes. Entretanto, el Ejército sirio penetró en la parte suroccidental de Sukhnah, mientras ISIL los luchadores empezaron retirar de la ciudad. Al mismo tiempo, las fuerzas especiales Tigre fueron redirigidas desde la provincia de Raqqa a Hama oriental para apoyar en la ofensiva de la ciudad de Salamiyah. El mismo día, se realizaron bombardeos de artillería y ataques aéreos contras las posiciones de Estado Islámico en Hama Oriental.
Durante la tarde del 29 de julio, el EI condujo un contraataque contra las SAA cerca de las ciudades de Ghan Al-‘Ali y Shinan, empujándoles hacia atrás y cortando su línea de abastecimiento a Ghan Al-‘Ali, capturando un gran número de soldados. 43 soldados fueron asesinados y 65 heridos durante el asalto el cual incluyó más de 10 ataques suicidas. El día siguiente, el Ejército sirio se reagrupó y lanzó un contraataque, liberando a las tropas sitiadas. Tras lo cual procedieron a avanzar a Ghan Al-‘Ali, finalmente capturando la ciudad, así como varios pueblos al oeste. Un periodista sirio Khaled Al-Khatib, quién trabajaba para Rusia Today red, fue asesinado cuándo su vehículo fue golpeado por un misil antitanque de Daesh en Homs oriental. El 31 de julio, penetraron en el desierto, a 40 kilómetros de la ciudad de Deir ez-Zor.
El 2 de agosto, el Ejército árabe sirio estaba a sólo 700 metros de Sukhnah. Al día siguiente, después de feroces enfrentamientos callejeros,  habían tomado el control de 20% de la ciudad. Dos días más tarde, el 5 de agosto, el Ejército sirio tomó el control completo de Sukhnah.

### Derrumbamiento de Estado Islámico y asedio en Hama y Homs
El 9 de agosto, las SAA avanzaron a cuatro kilómetros de Maadan en Raqqa, Daesh lanzó un ataque a gran escala en el este de Homs cerca de la estratégica Estación de Bombeo T-2. Los militantes atacaron las posiciones del Ejército atacado en el área de Humaymah, resultando en varias horas de feroces enfrentamientos. El ataque fue finalmente repelido, muriendo 80 militantes y 22 soldados. En contraste, el opositor SOHR informó de las muertes de 32 soldados y al menos 35 militantes. El ataque de Daesh tuvo lugar en un frente de 125 kilómetros.
En la tarde del 11 de agosto, tras una operación nocturna de las fuerzas aerotransportadas sirias, que aterrizaron tras las líneas de Daesh, capturaron dos ciudades y 12 kilómetros de desierto en el al sureste de la provincia de Raqa. 25 militantes y seis comandos fueron asesinados durante la operación.
Entretanto, las SAA avanzaron hacia el baluarte de Estado Islámico Uqayribat en el campo oriental de Hama, capturando varios posiciones al este del pueblo de Salba.
El 16 de agosto, el Ejército sirio hizo un avance al norte de las montañas Al-Shaer, aplastando las defensas en una docena de áreas, mientras otras unidades progresaron hacia el sur de Ithriya, capturando varias colinas. Al día siguiente, las Fuerzas de Tigre suspendieron una ofensiva en el al sureste de Raqqa para centrar sus esfuerzos en los campos orientales de Hama y Homs. Este esfuerzo resultó en miles de soldados asaltado una zona desértica y montañosa casi deshabitada, pero llena de pozos petroleros y gasíferos. El ataque se lanzó desde múltiples direcciones provocando el colapso de las defensas de Estado Islámico que se vio obligado a realizar a una retirada total. Durante el mismo día, el 800.º Regimiento de la Guardia Republicana avanzó 15 kilómetros al norte de Al-Sukhnah, capturando un punto de asistencia. Los defensores de Daesh se vieron sobrepasados replegándose sus 50 y 100 poblados en la parte oriental de las gobernaciones de Hama y Homs. El 18 de agosto, tropas del Ejército sirio avanzaron al norte de las montañas de Al-Shaer enlazándose con las Fuerzas Tigre que avanzaban desde el sur de Ithriya. Embolsando a Daesh al sur de la carretera Ithriya-Zakia.
En otro frente, las SAA capturaron las partes sur y central del poblado de Humaymah en Homs oriental, después de asegurar varias colinas cercanas el día anterior. El pueblo era completamente asegurado el 21 de agosto; aun así, ISIL lanzado un contador-atacar encima él horas más tarde.
El 23 de agosto, el Ejército sirio capturó varios pueblos al norte de Uqayribat, incluyendo Salba. Entretanto, entre el 23 y 24 agosto, el Ejército hizo avances al noroeste y al oeste de Al-Sukhnah, las fuerzas que avanzaban al norte de la ciudad se encontraron con las fuerzas provenientes de Raqqa asediando a Estado Islámico en una segunda bolsa. Dos días más tarde, el bolsillo fue aclarado con lo que el Ejército capturó una área de 2,000 kilómetros cuadrados entre Sukhnah y al Sha'er.

### Contraataque de Estado Islámico
Durante el anochecer del 23 agosto, las fuerzas de Estado Islámico sitiadas en el bolsillo occidental atacaron la carretera Ithriyah-Salamiyah para cortar la línea de abastecimiento principal del Gobierno sirio a Alepo, capturando dos puntos de asistencia al sur de la carretera (uno de los cuales fue posteriormente retomado por las SAA). Al mismo tiempo, Tahrir al-Sham junto al ejército sirio Libre bombardeo la línea de abastecimiento del ejército sirio; según al-Masdar, el ataque de Estado Islámico fue coordinado con lor rebeldes. Al día siguiente, las fuerzas del EI lanzaron una operación a gran escala al oeste de Maadan junto al banco occidental del Éufrates, capturando siete pueblos del Ejército sirio. En general, las SAA tuvieron que retroceder a  30 kilómetros de las afueras occidentales de Maadan.
El 25 de agosto, las SAA pararon el ataque de Daesh contra la línea de abastecimiento de Alepo y lanzó un contraataque, capturando tres pueblos y acercándose a 9 kilómetros del baluarte de Estado Islámico en Uqayribat. Al día siguiente, las SAA también recapturaron territorio al oeste de Maadan, pero Daesh los recapturó una vez más el 29 de agosto.

### Ruptura del asedio de la ciudad de Deir ez-Zor
El 27 de agosto, el Ejército sirio lanzó una ofensiva a lo largo de la carretera Sukhna-Deir ez-Zor, adelantando sus posiciones a 66 kilómetros de la ciudad de Deir ez-Zor para el 29 agosto. El 31 de agosto, el Ejército sirio estableció control total sobre la montaña estratégica de Bishiri, al oeste de Deir ez-Zor. La ofensiva fue acompañada por bombardeos de la RuAF sobre las posiciones de Daesh. También capturaron la ciudad de Haribshah. Al llegar a este punto, las SAA estaban a 50 kilómetros  de Deir ez-Zor. Para el 2 septiembre, unidades de Ejército sirio avanzaron desde el monte Bishiri hacia Tal Al-Abd, Jabal Nazerat, Jabal Nairaman, y Jabal Admah, resultando en la captura de las colinas, a 25 kilómetros de levantar el asedio impuesto por Daesh a Deir ez-Zor y a 16 km del pueblo de al-Shulah, localizado al suroeste de la ciudad. Al día siguiente, las Fuerzas de Tigre progresaron hacia el este, llegando a 18 km de Deir ez-Zor, capturando algunos cerros menores en el desierto y más tarde avanzaron hacia al-Shulah e imponiendo control de fuego sobre el norte del pueblo al asegurar el Monte Neerman.
Para el 4 septiembre, el ejército sirio estaban a tres kilómetros de Deir ez-Zor, cuando Daesh envió refuerzos de Mayadin. El Quinto Cuerpo junto a la 18.ª División de Reserva capturó la ciudad de Kabajib al mediodía, mientras en la tarde junto con las Fuerzas Tigre capturaron al-Shulah.
El asedio de la ciudad fue roto el 5 de septiembre de 2017, a alrededor de las 2 P. m. tiempo local, cuando el ejército sirio se encontraron con la 137.ª Brigada en las afueras occidentales de la ciudad.
Una segunda fase de la operación por Deir ez-Zor empezó el 5 de septiembre, con las Fuerzas Tigre y las 17 División empujando hacia el sur de la base de la 137 Brigada hacia Ayyash. El objetivo declarado de esta ofensiva era finalmente capturar las montañas Thardeh, el cual fue capturado por Daesh después de que laCJTF-OIR acatacaron a los soldados sirios en septiembre de 2016, con ello permitiendo el asedio del aeropuerto por Daesh desde entonces. Dos días más tarde, ejército de gobierno sirio informó que  habían capturado una planta gasífera y el puente cercano a la base de la 137.ª Brigada, con esto se acercaron a los almacenes Ayyash además de liberar algunas colinas cercanas a Tal Sannouf asegurando la ruta de abastecimiento occidental a Deir ez-Zor. Soldados de la Guardia Republicana informaron  haber capturado la colina de Talat Alloush dentro del perímetro del cementerio de Deir ez-Zor el 8 de septiembre.
El 9 de septiembre, SANA informó que las fuerzas sirias habían levantado el asedio sobre el aeropuerto y los distritos de Hrabesh y Tahtouh. El ministerio de Defensa de Rusia dijo que el levantamiento del asedio en el anochecer del 9 septiembre había seguido a ″un ataque aéreo masivo de la Fuerza Aeroespacial rusa″.

### El ejército sirio aclara el noroeste de Deir ez-Zor y al sureste Raqa
El Ejército sirio lanzó un asalto durante las horas de mañana del 14 septiembre Después de esto, las SAA fueron capaces de capturar Maria'yah y aseguró su entorno. Después de dos días, el Ejército sirio capturó Ayyash y su cerro cercano recuperando el territorio perdido en la ofensiva de 2016. La ciudad de Jafrah, al sur de Deir ez-Zor fue capturado por el Ejército sirio después de días de enfrentamientos. Unas media docena de ciudades fueron capturadas el mismo día en la dirección opuesta de Deir ez-Zor.
Para el 23 de septiembre, las fuerzas que avanzaban al noroeste de Deir ez-Zor se encontraron con las tropas que venían del sureste de Raqa y se dirigieron a capturar Maadan, En general, entre el 14 y el 23 septiembre, el ejército aclaró entre 1,300 y 1,700 kilómetros cuadrados de territorio, incluyendo 35 ciudades y pueblos, y aseguró el banco occidental del Éufrates en el campo noroccidental de Deir ez-Zor.

### Derrumbamiento de la bolsa en Siria central
El 28 de agosto, las SAA continuaron con sus operaciones en Siria central, apuntando a las últimas posiciones de Daesh en el campo occidental de Jabal Al-Sha'er y capturó varias áreas. Las SAA retomaron sus operaciones en el campo suroriental de Hama el 29 de agosto, atacando posiciones de Estado Islámico desde dos ejes diferentes. Las SAA atacaron el este de Salamiyah, resultando en la captura de al-Taybah. Siguiendo esto, las SAA avanzaron al sureste de Salamiyah y capturó varios cerros en el área de Abu Hakfeh. El 31 de agosto,  capturaron seis poblados al este de Uqayribat. También capturaron el pueblo de al-Wahabiyah en Homs central.
Para el 31 agosto, las SAA  se habían acercado a Uqayribat. El opositor SOHR declaró que las SAA capturaron Uqayribat el 1 de septiembre pero Daesh recuperó control de la mayoría de la ciudad después de un contraataque al día siguiente. Los militantes fueron empujados fuera de la ciudad otra vez en la mañana del 3 septiembre con la ayuda de artillería y ataques aéreos. SOHR declaró que más de 120 milicianos del EI y 35 soldados habían muerto en 24 horas de enfrentamientos. Entretanto, las SAA también asesinado a Abu Saraqah Al-Trablosi, un comandante libanés de alto rango de Daesh. También capturaron Mu'adamiyah y Al-Khafiyah en el campo oriental de Uqayribat.
El 4 septiembre, las SAA capturaron la principal base de Daesh en la región acerca de la ciudad de Tahmaz en el este de Hama, mientras también asegurando dos otras ciudades al oeste de Uqayribat. El 6 de septiembre, las SAA liberaron una docena de pueblos. Pueblos de Zaghroutiyah, Drawayshiyah, Lawaybdah, Ghaniman, y Umm Sajj en Homs oriental fueron capturados el 13 de septiembre por el Ejército sirio junto a Fuerzas de Defensa Nacional y Hezbollah.
El mismo 13 de septiembre, la Planta Termoeléctrica fue capturada por las fuerzas del escudo de Qalamoun y la 3.ª División, justo a 1 km del pueblo de Qulib al-Thor. El pueblo él fue capturado el 14 de septiembre. Al día siguiente, las fuerzas de Estado Islámico lanzaron una ofensiva en el distrito de Jubb al-Jarrah, destruyendo las posiciones de las SAA y capturando el pueblo de Abu Al-Tababir. El 16 de septiembre, los rebeldes de Faylaq al-Majd asaltaron las posiciones de Ejército sirio en el norte de Hama sin éxito. Durante el mismo día los soldados del escudo de Qalamoun junto con las NDF y SSNP tomaron el control de la colina de Tal Al-Noba, junto con los poblados de Al-Khalaya, Al-Mashrafah, y Khaled Hilal, más tarde en el día entraron en el pueblo de Abu Hanaya, capturando más de la mitad. Los soldados de la Quinta Legión capturaron los pueblos de Al-Mazbel y Masadeh, en Homs oriental, el 21 de septiembre. El 22 de septiembre, la ciudad de Mushayrifah Al-Shamaliyah fue capturada por las SAA después. Todos los combates  Hama y Homs oriental concluyeron el 6 de octubre resultando en la captura De 1,800 kilómetros cuadrados.

### Contraofensiva de Estado Islámico
El 28 de septiembre, ISIL lanzó su propia contraofensiva, capturando la ciudad de al-Qaryatayn en el desierto de Homs el 1 octubre. La lucha en la región dejó 569 muertos entre el 28 septiembre y el 12 de octubre, incluyendo 271 soldados y 298 milicianos. El Ejército sirio recapturó al-Qaryatayn el 21 de octubre. Los cuerpos de 67 civiles sirios ejecutados por Estado Islámico, fueron encontrados después que de las fuerzas sirias capturaron la ciudad. Algunos fueron ejecutados al retirarse Daesh por sospechas de colaborar con el gobierno sirio.

## Consecuencias: avance hacia Al-Mayadin
El ejército avanzaba firmemente en la gobernación de Deir ez-Zor a principios de octubre, acercándose a 6 km del  baluarte de Estado Islámico de Al-Mayadin. Los soldados sirios empujaron hacia la ciudad el 6 de octubre. El 13 de octubre, las SAA lograron el lado Oriental del Éufrates de Mayadin, asediando la ciudad. El 14 de octubre, la ciudad fue capturada por el Ejército sirio.